# Matilde Menéndez
Matilde Elvira Svatetz de Menéndez (n. 1944) es una médica psiquiatra argentina que actuó como interventora del territorio nacional de la Tierra del Fuego, Antártida e Islas del Atlántico Sur entre el 17 de enero de 1991 y el 10 de enero de 1992, y como Presidente del Directorio del Programa de Atención Médica Integral (PAMI) entre el 3 de febrero de 1992 y el 15 de abril de 1994.

## Biografía
Se recibió de Médica en la Facultad de Medicina de la Universidad de Buenos Aires con Diploma de Honor. Luego de una activa militancia universitaria en el peronismo, una vez diplomada en la Escuela de Salud Pública de la UBA, en 1974 fue nombrada como Coordinadora de la Comisión Nacional de Política Alimentaria y Abastecimiento y Coordinadora de la Comisión de Nutrición del Congreso de la Nación.
Con el regreso de la democracia, pasaría a ser Secretaria de Salud del Consejo Federal de Salud, Asesora de la Comisión de Asistencia Social y Salud Pública de la Cámara de Diputados y de la Comisión de Salud de la Cámara de Senadores de la Nación. En 1987 creó la Fundación “Por Venir”, dedicada a la prevención de la drogadicción.[cita requerida]
En 1988 fue nombrada Subsecretaria de Medicina Social de la Provincia de Buenos Aires. En 1989 se convirtió en la primera mujer Secretaria de Salud Pública de la Nación y en 1991, en la primera mujer interventora de Tierra del Fuego. En 1992 fue llamada por el presidente (Menem) para presidir el Directorio del Instituto Nacional de Servicios Sociales para Jubilados y Pensionados (PAMI). Este Directorio estaba constituido por representantes de la Confederación General de Trabajo y de organizaciones de jubilados.
Durante su gestión en PAMI se realizó un cambio en el sistema de pago por prestaciones, basándose ahora en el pago de un número fijo de cápitas mensuales a los prestadores. Por otro lado, se generalizó el sistema “PAMI ESCUCHA” con una línea telefónica las 24 horas para recibir consultas, denuncias y sugerencias de usuarios.
En la actualidad, según su propia página web, es docente, investigadora, asesora y consultora de organismos privados y estatales nacionales e internacionales, creadora de programas y fundadora de destacados institutos dedicados a la salud pública.
Menendez modificó el sistema de facturación por prestación por el pago per cápita para evitar las sobreprestacionesy agilizar el sistema, llevó a cabo una  centralización de la gestión, a las delegaciones del interior se les quitó el manejo de los fondos, para pagar a los prestadores,y a los delegados regionales quedando todo bajo una orbita central, al mismo tiempo logro que el organismo pase a ser auditado por la AGN 

## Controversias

### PAMI
Luego de entre cinco y nueve años de investigación, con profusas pericias y declaraciones de cientos de testigos e informes, Menéndez resultó sobreseída de la denuncia contra su gestión se realizaron una serie de denuncias que, junto con un amplio tratamiento mediático  Se acusaba a funcionarios y dirigentes de PAMI de cobrar coimas mensuales a los prestadores que, por este medio, se aseguraban continuar formando parte de la nómina de prestadores de PAMI. con cargos que iban desde la supuesta contratación de un peluquero personal, hasta el pago de sobreprecios en la compra de marcapasos. A raíz de ello, Matilde Menéndez decide renunciar y junto con ella todo el Directorio. A continuación, el PAMI fue intervenido.[cita requerida]

### Procesamiento revocado en causa AMIA
Fue denunciada en 2003 por supuesto falso testimonio en el marco de la causa AMIA  Posteriormente su procesamiento sería revocado ya que ninguna acusación pudo ser demostrada ante la justicia siendo sobreseída.